# اسماعیل کودو
اسماعیل کودو (انگلیسی: Ismaël Koudou؛ زادهٔ ۲۷ سپتامبر ۱۹۷۵) بازیکن فوتبال اهل بورکینافاسو بود.
از باشگاه‌هایی که در آن بازی کرده است می‌توان به باشگاه ورزشی الجهرا و باشگاه ورزشی خیطان کویت اشاره کرد.
وی همچنین در تیم ملی فوتبال بورکینافاسو بازی کرده است.